# Мёнхвайлер
Мёнхвайлер (нем. Mönchweiler) — община в Германии, в земле Баден-Вюртемберг. 
Подчиняется административному округу Фрайбург. Входит в состав района Шварцвальд-Бар.  Население составляет 3081 человек (на 31 декабря 2010 года). Занимает площадь 9,60 км².